# 兴和街道
兴和街道是中华人民共和国黑龙江省七台河市新兴区下辖的一个街道办事处。

## 行政区划
兴和街道下辖以下村级行政区划单位：
和顺社区、兴平社区。